# Mario Kart Arcade GP 2
Mario Kart Arcade GP 2 es el segundo videojuego de Mario Kart para máquinas recreativas. El juego presenta las características de cámara "Nam Cam" de su predecesor, con modos de dificultad de 50cc, 100cc, 150cc , así como nuevos ítems. La versión japonesa del juego comentarios por el destacado actor de voz japonés Kōichi Yamadera.
Al igual que la entrega anterior y sus predecesoras incluye personajes típicos de Arcade como Pac-Man, siendo de los pocos Mario Kart que incluye a personajes de otras franquicias.

## Personajes
- Mario
- Luigi
- Peach
- Yoshi
- Toad
- Pac-Man
- Ms. Pac-Man
- Wario
- Waluigi
- Blinky
- Donkey Kong
- Bowser
- Mametchi (Nuevo)

Este es el último videojuego de la serie Mario Kart en el que Ms. Pac-Man y Blinky son personajes jugables y el único juego de la serie hasta la fecha en el que Mametchi es un personaje jugable.

## Karts
El juego utiliza los mismos karts que el primer juego. Permiten desbloquear contenido para ser visitada en el juego para dar al jugador una ventaja en los puntos, karts o personajes.

## Recepción
La revista Play puntuó a Mario Kart Arcade GP 2 con un 7,5 sobre 10 alabando el multijugador y los conseguidos gráficos.